# جعفر حسين خصباك
جعفر حسين عباس خصباك (1920 - 1994) هو باحث ومحلل عراقي، من مواليد مدينة الحلة، حاصل على الماجستير في التاريخ من جامعة كاليفورنيا في أمريكا سنة 1949، وعلى دكتوراه فلسفة التاريخ من جامعة شيكاغو سنة 1952، عين أستاذاً للتاريخ الأوربي والشرق الأدنى في كلية الآداب بجامعة بغداد، وقدم في علم التاريخ رؤية جديدة حول «السياسة السوفيتية بالنسبة لمسلمي الاتحاد السوفيتي والشرق الأوسط بين عام 1917 - 1939»، و«السياسة الإنكليزية في مصر بين 1918 - 1924 بالنسبة للحركة القومية في مصر»، وقد احتوت أبحاثه المنشورة على نظرات نقدية لما سبقه من كتابات حول الإسلام والمنطقة، وقد نوه عن دورة في كتابة التاريخ المذكور سامي سعيد الأحمد، أستاذ التاريخ في جامعة بغداد.

## مؤلفاته
له أكثر من عشرة كتب مطبوعة، من أبرزها:
- العراق في عهد المغول سنة 1968.
- القضاء في العهد السلجوقي طبع سنة 1974.
- له كتب منهجية ألفها للمدارس الثانوية ومراجعات لكتب صدرت تبحث في التاريخ.